# Sophus Koefoed
Sophus Koefoed, född 3 juni 1854 på Ulfborg, död 5 februari 1934, var en dansk ingenjör och företagsledare. 
Koefoed, som var son till godsägare, jägmästare N.T.S. Koefoed och Catharina Beissenhertz, utbildade sig till diplomingenjör vid Polytechnikum i Hannover. Han var ingenjörsassistent hos firman English & Hanssen 1874–1877, ingenjör vid järnvägsbyggnader 1878–1881, ingenjör i Holstebro 1881–1883, järnvägs- och brobyggnadsingenjör i Amerika 1885–1894, ingenjör vid Helsingørs Jærnskibsbvggeri 1895–1896, vid A/S Smith, Mygind & Hüttemeier 1902, direktör där från 1908, dessutom praktiserande ingenjör. Han var byggmästare för viadukterna över Østerbro rangerstation, godsbangården, Enghavevej, Vesterfælledvej och Gamle Køgevej, för Strandmøllebroen, nya Langebro, nya Knippelsbro och bron över Vårby Å, för kolviadukterna till västra och östra gasverken i Köpenhamn samt för talrika andra broar i Danmark och på Island.